# Idaea bisetaria
Idaea bisetaria är en fjärilsart som beskrevs av Jean Baptiste Boisduval 1840. Idaea bisetaria ingår i släktet Idaea och familjen mätare. Inga underarter finns listade i Catalogue of Life.